# Jerk-Würzmischung

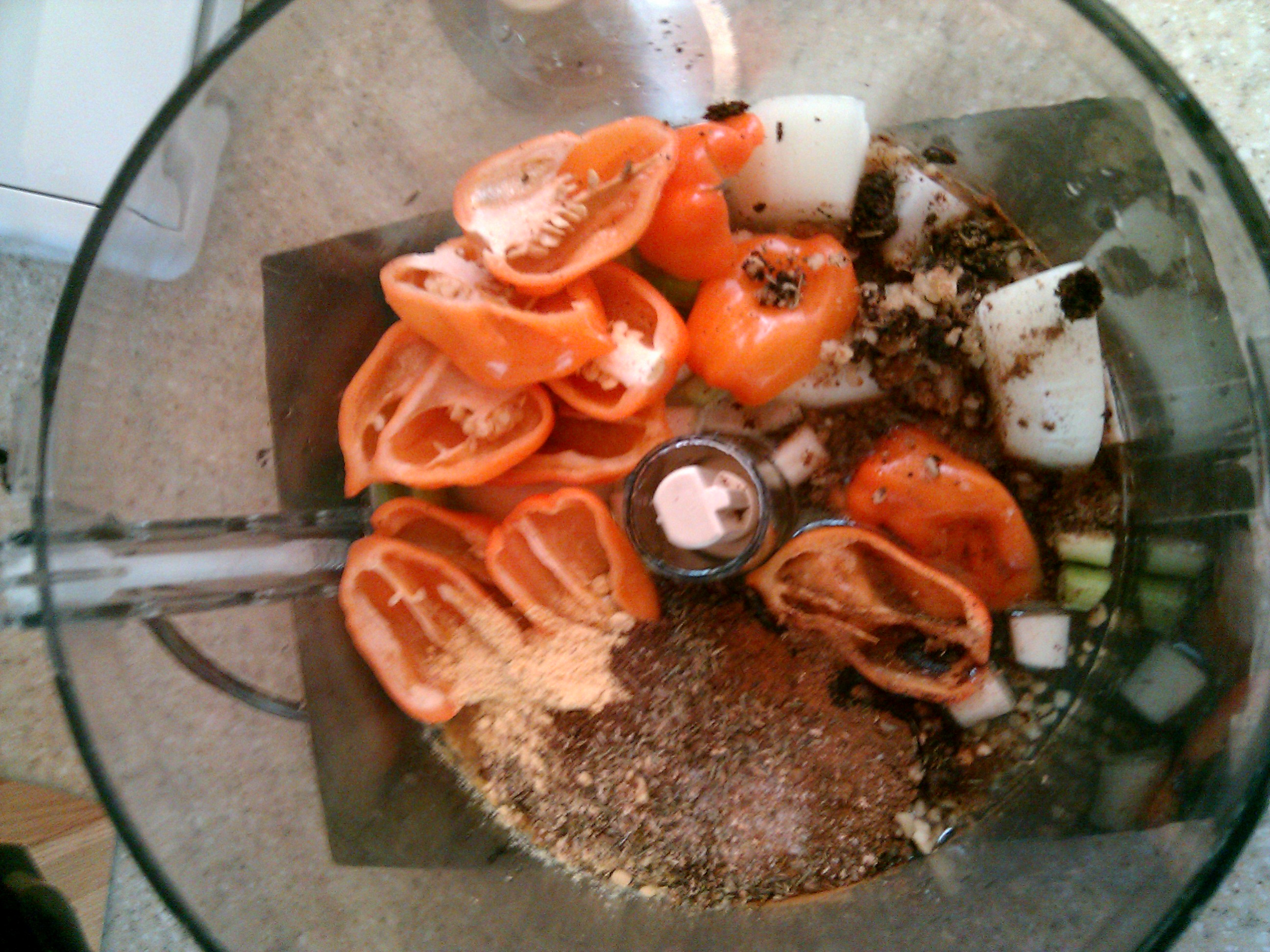
Jerk-Würzmischung

Als Jerk-Würzmischung werden in der kreolischen Küche verschiedene Kombinationen von Gewürzen und Speisesalz bezeichnet. Sie werden zum Würzen und Marinieren von Fleisch für Grillgerichte verwendet.

## Varianten
- Three Kinds of Fire – Chilipulver, Kreuzkümmel, Cayennepfeffer und Salz
- Four Peppers Plus – Edelsüßer Paprika, Zwiebelpulver, Knoblauchpulver, Cayennepfeffer, Schwarzer Pfeffer, Weißer Pfeffer, Kreuzkümmel und Salz
- Melange – Edelsüßer Paprika, Knoblauchpulver, Schwarzer Pfeffer, Chilipulver, Thymian, Oregano, Zwiebelpulver
- East-West-Indies – Currypulver, Edelsüßer Paprika, Kreuzkümmel, Piment, Chilipulver
- East Bajan – Zwiebel, Knoblauch, Frühlingszwiebeln, Chilischote, frischer Koriander, Thymian, Majoran, Piment, Schwarzer Pfeffer und Salz sowie Worcestershiresauce
- Rum Jerk – Knoblauchpulver, Ingwer, Piment, Zimt, Muskatnuss, Lorbeer, Cayennepfeffer, Salz, Brauner Zucker, Zwiebel, Brauner Rum und Limettensaft